# استفان گینچف
استفان گینچف (انگلیسی: Stefan Ginchev؛ زادهٔ ۱۶ ژوئن ۱۹۹۴) بازیکن فوتبال اهل بلغارستان است.
وی همچنین در تیم ملی فوتبال زیر نوزده سال بلغارستان بازی کرده است.